# دوريان كبير الأوراق
دوريان كبير الأوراق (الاسم العلمي:Durio macrophyllus) هو نوع من النباتات يتبع جنس الدوريان من الفصيلة الخبازية.